# ظهرالجمل (عبس)

تعديل مصدري - تعديل

ظهرالجمل هي إحدى قرى عزلة قطبة بمديرية عبس التابعة لمحافظة حجة، بلغ تعداد سكانها 273 نسمة حسب تعداد اليمن لعام 2004.